# バラシュ・キシュ
バラシュ・キシュ （Balázs Kiss、1972年3月21日 - ）は、ハンガリーの陸上競技選手。ハンマー投の選手として1996年アトランタオリンピックに出場し、81m24の記録で金メダルを獲得した。ヴェスプレーム県ヴェスプレーム出身。

## 主な実績
| 年   | 大会                     | 場所                           | 種目       | 結果    | 記録  |
| ---- | ------------------------ | ------------------------------ | ---------- | ------- | ----- |
| 1993 | ユニバーシアード         | バッファロー（アメリカ合衆国） | ハンマー投 | 2位     | 76m88 |
| 1995 | 世界陸上選手権           | イェーテボリ（スウェーデン）   | ハンマー投 | 4位     | 79m02 |
| 1995 | ユニバーシアード         | 福岡（日本）                   | ハンマー投 | 1位     | 79m74 |
| 1996 | オリンピック             | アトランタ（アメリカ合衆国）   | ハンマー投 | 1位     | 81m24 |
| 1997 | 世界陸上選手権           | アテネ（ギリシャ）             | ハンマー投 | 4位     | 79m96 |
| 1997 | ユニバーシアード         | シチリア（イタリア）           | ハンマー投 | 1位     | 79m42 |
| 1998 | ヨーロッパ陸上選手権     | ブダペスト（ハンガリー）       | ハンマー投 | 2位     | 81m26 |
| 1998 | IAAFグランプリファイナル | モスクワ（ロシア）             | ハンマー投 | 2位     | 79m71 |
| 1999 | 世界陸上選手権           | セビリヤ(スペイン)             | ハンマー投 | 20位(q) | 74m61 |
| 2002 | ヨーロッパ陸上選手権     | ミュンヘン（ドイツ）           | ハンマー投 | 4位     | 80m17 |
| 2002 | IAAFグランプリファイナル | パリ（フランス）               | ハンマー投 | 3位     | 79m74 |

## 自己ベスト
- ハンマー投 83m00 (1998年)